# Ant-Man a Wasp: Quantumania
Ant-Man a Wasp: Quantumania (v anglickém originále Ant-Man and the Wasp: Quantumania) je americký akční film z roku 2023 režiséra Peytona Reeda, natočený na motivy komiksů z vydavatelství Marvel Comics o superhrdinech Ant-Manovi a Wasp. V titulních rolích se představili Paul Rudd a Evangeline Lilly, jež tyto postavy ztvárnili i v předchozích snímcích, v dalších rolích se objevili Michael Peña, Michael Douglas, Michelle Pfeifferová, Kathryn Newton a Jonathan Majors. Jedná se o 31. snímek filmové série Marvel Cinematic Universe.
Natáčení snímku bylo zahájeno v únoru 2021. Snímek byl do amerických kin uveden 17. února 2023,

## Obsazení
- Paul Rudd jako Scott Lang / Ant-Man
- Evangeline Lilly jako Hope van Dyne / Wasp
- Michael Douglas jako Hank Pym
- Michelle Pfeiffer jako Janet van Dyne
- Kathryn Newton jako Cassie Lang
- Jonathan Majors jako Kang Dobyvatel
- Corey Stoll jako MODOK
- Randall Park jako Jimmy Woo
- Bill Murray jako Krylar
- David Dastmalchian jako Veb
- William Jackson Harper jako Quaz
- Katy O'Brian jako Jentorra